# Strumaria truncata
Strumaria truncata är en amaryllisväxtart som beskrevs av Nikolaus Joseph von Jacquin. Strumaria truncata ingår i släktet Strumaria och familjen amaryllisväxter. Inga underarter finns listade i Catalogue of Life.